# Santa Lucía La Reforma
Santa Lucía La Reforma («Santa Lucía» en honor a Santa Lucía de Siracusa; «La Reforma» en honor a la Reforma Liberal de 1871) es un municipio del departamento de Totonicapán de la región sur-occidente de la República de Guatemala. Celebra dos fiestas religiosas, la fiesta titular se celebra el 13 de diciembre en honor a su patrona Santa Lucía mártir y la fiesta religiosa se celebra el 21 de enero en honor a su patrón el Cristo Negro de Esquipulas.
Era una aldea del municipio de Santa María Chiquimula hasta que fue elevado a la categoría de municipio por el gobierno del licenciado Manuel Estrada Cabrera el 12 de octubre de 1904.

## División política
El municipio de Santa Lucía La Reforma tiene siete aldeas y doce caseríos:
| Aldea | - Chiguan - Gualtux - Ichomchaj - Oxlajuj - Pamaria - Sacasiguán - San Luis Sibila | - Chiguan - Gualtux - Ichomchaj - Oxlajuj - Pamaria - Sacasiguán - San Luis Sibila | - Chiguan - Gualtux - Ichomchaj - Oxlajuj - Pamaria - Sacasiguán - San Luis Sibila |

## Geografía física
El municipio tiene una extensión territorial de 136 km². 

### Ubicación geográfica
Santa Lucía La Reforma está en el departamento de Totonicapán y a una distancia de 45 km de la cabecera departamental de Totonicapán, al norte del departamento. Sus colindancias:
- Norte: 
  - San Pedro Jocopilas: municipio del departamento de Quiché
  - Malacatancito: municipio del departamento de Huehuetenango
- Sur: 
  - Santa María Chiquimula y Momostenango, municipios de Totonicapán
  - San Antonio Ilotenango,  municipio del departamento de Quiché
- Este: 
  - San Antonio Ilotenango y San Pedro Jocopilas, municipios del departamento de Quiché
- Oeste: 
  - San Bartolo y Momostenango, municipios del departamento  del departamento de Totonicapán
  - Malacatancito: municipio del departamento de Huehuetenango

|                                               | Norte: San Pedro Jocopilas Malacatancito                        |                                                  |
| Oeste: San Bartolo Momostenango Malacatancito |                                                                 | Este: San Antonio Ilotenango San Pedro Jocopilas |
|                                               | Sur: Santa María Chiquimula Momostenango San Antonio Ilotenango |                                                  |

## Gobierno municipal
Los municipios se encuentran regulados en diversas leyes de la República, que establecen su forma de organización, lo relativo a la conformación de sus órganos administrativos y los tributos destinados para los mismos.  Aunque se trata de entidades autónomas, se encuentran sujetos a la legislación nacional y las principales leyes que los rigen desde 1985 son:
| N.º | Ley                                                | Descripción |
| --- | -------------------------------------------------- | --- |
| 1   | Constitución Política de la República de Guatemala | Tiene una regulación legal específica para los municipios en los artículos 253 al 262. |
| 2   | Ley Electoral y de Partidos Políticos              | Ley de carácter constitucional aplicable a los municipios en el tema de la conformación de sus autoridades electas. |
| 3   | Código Municipal                                   | Decreto 12-2002 del Congreso de la República de Guatemala. Tiene la categoría de ley ordinaria y contiene preceptos generales aplicables a todos los municipios, e inclusive contiene legislación referente a la creación de los municipios.             |
| 4   | Ley de Servicio Municipal                          | Decreto 1-87 del Congreso de la República de Guatemala. Regula las relaciones entra la municipalidad y los servidores públicos en materia laboral. Tiene su base constitucional en el artículo 262 de la constitución que ordena la emisión de la misma. |
| 5   | Ley General de Descentralización                   | Decreto 14-2002 del Congreso de la República de Guatemala. Regula el deber constitucional del Estado, y por ende del municipio, de promover y aplicar la descentralización y desconcentración económica y administrativa.                                |

El gobierno de los municipios está a cargo de un Concejo Municipal mientras que el código municipal —ley ordinaria que contiene disposiciones que se aplican a todos los municipios— establece que «el concejo municipal es el órgano colegiado superior de deliberación y de decisión de los asuntos municipales […] y tiene su sede en la circunscripción de la cabecera municipal»; el artículo 33 del mencionado código establece que «[le] corresponde con exclusividad al concejo municipal el ejercicio del gobierno del municipio».
El concejo municipal se integra con el alcalde, los síndicos y concejales, electos directamente por sufragio universal y secreto para un período de cuatro años, pudiendo ser reelectos.
Existen también las Alcaldías Auxiliares, los Comités Comunitarios de Desarrollo (COCODE), el Comité Municipal del Desarrollo (COMUDE), las asociaciones culturales y las comisiones de trabajo. Los alcaldes auxiliares son elegidos por las comunidades de acuerdo a sus principios y tradiciones, y se reúnen con el alcalde municipal el primer domingo de cada mes, mientras que los Comités Comunitarios de Desarrollo y el Comité Municipal de Desarrollo organizan y facilitan la participación de las comunidades priorizando necesidades y problemas.
Los alcaldes que ha habido en el municipio son:
2020- 2024 Pedro Osorio Quinillo 
2016- 2020 Victoriano Chacaj Tum
- [8]

## Historia
Los primeros pobladores llegaron gracias a que unas personas vieron la imagen de la virgen Santa Lucía y luego llegaron a rendirle culto y así tomaron los terrenos y los convirtieron en sus propiedades. Anteriormente formó parte del municipio de Santa María Chiquimula como aldea. El municipio fue creado el 12 de octubre de 1904 por el gobierno del licenciado Manuel Estrada Cabrera; el decreto es escueto y literalmente dice:
| Palacio del Poder Ejecutivo: Guatemala, 12 de octubre de 1904. Apareciendo de los informes emitidos por el Jefe Político de Totonicapán y por la Dirección General de Estadística, que la aldea Santa Lucía, La Reforma, de la jurisdicción Municipal de Chiquimula, reúne las condiciones legales y posee los elementos necesarios para erigirse en municipio independiente, El Presidente Constitucional de la República, Acuerda: Acceder a la solicitud presentada con ese fin por las autoridades y vecinos de aquella jurisdicción; quedando encargado el Jefe Político departamental de dictar las medidas que tiendan al cumplimiento de este acuerdo. Comuníquese. —Manuel Estrada Cabrera El Secretario de Estado y del Despacho de Gobernación y Justicia, Juan J. Argueta |